# Maurice Despret

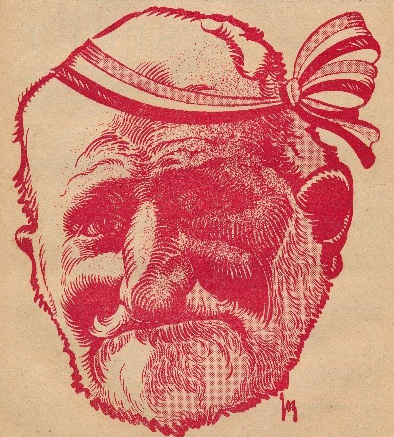
Despret (door Jos De Swerts (1926))

Maurice Jules Antoine Despret (Binche, 3 april 1861 - Spa, 31 juli 1933) was een Belgisch liberaal senator.

## Biografie
Maurice Despret promoveerde tot doctor in de rechten en werd advocaat. Hij was onder meer advocaat bij het Hof van Cassatie.
In 1884 trouwde hij met Marguerite Graux (1865-1938), oudste dochter van liberaal politicus, advocaat en hoogleraar Charles Graux. Het huwelijk bleef kinderloos.
Hij werd voorzitter van de Bank van Brussel in 1919 en bestuurder in een aantal ondernemingen.
In augustus 1920 werd Despret liberaal senator voor het arrondissement Brussel ter vervanging van Prosper Hanrez en bleef dit tot aan de verkiezingen van 1921. In 1925 werd hij gecoöpteerd senator en behield dit mandaat tot in 1932.
In 1925 was hij voorzitter van het organisatiecomité voor het Belgisch paviljoen van de Exposition internationale des arts décoratifs et industriels modernes te Parijs.
In 1930 werd Despret lid van de afdeling Landschappen van de Koninklijke Commissie voor Monumenten en Landschappen. Hij werd ook voorzitter van de vzw De vrienden van de Koninklijke Commissie voor Monumenten en Landschappen.
Hij werd in 1908 eigenaar van het Kasteel van Sterrebeek, dat door erfenis via zijn aangetrouwde nicht Marie-Hélène Graux (echtgenote van Ernest-John Solvay) toekwam aan de huidige bewoners.